# Silley-Bléfond
Silley-Bléfond – miejscowość i gmina we Francji, w regionie Burgundia-Franche-Comté, w departamencie Doubs.
Według danych na rok 1990 gminę zamieszkiwało 47 osób, a gęstość zaludnienia wynosiła 11 osób/km² (wśród 1786 gmin Franche-Comté Silley-Bléfond plasuje się na 696. miejscu pod względem liczby ludności, natomiast pod względem powierzchni na miejscu 860.).